# Forsteronia pilosa
Forsteronia pilosa là một loài thực vật có hoa trong họ La bố ma. Loài này được (Vell.) Müll.Arg. mô tả khoa học đầu tiên năm 1860.